# HMS Halland (Hnd)
HMS Halland (Hnd) är en svensk ubåt av Gotland-klass sjösatt 19 februari 1996. Under en multinationell övning i Medelhavet 2000 förblev båten oupptäckt, trots att de själva kunde lokalisera de andra. Denna förmåga fick USA att låna HMS Gotland för att lära sig lokalisera och sänka nyare konventionella ubåtar.

## Halvtidsmodifiering (HTM)
Under 2010–2011 blev Halland den första (men efter HMS Södermanland) av ubåtarna i Gotland-klassen som delvis halvtidsmodifierades, med bland annat nya system för ledning (SESUB 960), navigation och samband. Modifieringen genomfördes av Kockums AB vid Muskö utanför Stockholm. HMS Halland blev återlämnad till marinen efter lyckade provturer i december 2011. Efter genomförd modifiering blev HMS Halland en av världens modernaste ubåtar fram till cirka 2025.
I oktober 2014 fick Saab Kockums i Karlskrona en ny order på ca 130 Mkr för att fortsätta moderniseringen av HMS Halland. Försvarsmakten återfick ubåten i december 2015.
Den 18 mars 2022 meddelar Försvarsmakten att Försvarets materielverk (FMV) har tecknat kontrakt på 1,1 miljarder kronor med Saab Kockums i Karlskrona för att nu slutföra den tidigare till delar utförda halvtidsmodifieringen - denna gången med nya system för eldledning, sensorer, motorer, skeppsteknik och skeppsövervakning, som de andra två ubåtarna i klassen redan genomgått. Fler än 20 av de nya systemen kommer också användas i de nya A26-ubåtarna. Den 13 februari 2025 var halvtidsmodifieringen klar.

## Deltagande i internationella övningar
HMS Halland har deltagit i flera internationella övningar bland annat BALTOPS, Joint Warrior, Northern Coast, Loviisa, FOST, Dynamic Monarch.

## Media
I september 2012 visades ett avsnitt av TV-serien Landgång i SVT med Anne Lundberg som programledare. Avsnittet spelades in ombord i uläge ombord på Halland. TV-tittarna fick under två dygn följa kocken ombord, när denne lagade mat i en okonventionell miljö. TV-avsnittet gav förutom matlagningen, även en bra bild av livet ombord på en modern svensk ubåt. Uppskattningsvis sågs programmet av cirka 900 000 svenskar, vilket sannolikt gör Halland till den mest "sedda" ubåten i Sverige.
Discovery Channel spelade under våren 2012 in ett program i serien Military Countdowns ombord på Halland.

## Fartygschef
Fartygschef på HMS Halland 2011-2014 var örlogskapten Daniel Petrak. Petrak efterträddes 2014 av örlogskapten Tobias Wilhelmsson.

HMS Hallands vapen.